# Eubazus ernobii
Eubazus ernobii är en stekelart som först beskrevs av Muesebeck 1957.  Eubazus ernobii ingår i släktet Eubazus och familjen bracksteklar. Inga underarter finns listade i Catalogue of Life.